# Copa Espírito Santo de Futebol 2016
In 2016 werd de veertiende editie van de Copa Espírito Santo de Futebol gespeeld voor voetbalclubs uit de Braziliaanse staat Espírito Santo. De competitie werd georganiseerd door de FES en werd gespeeld van 23 juli tot 29 oktober. Rio Branco werd kampioen en mocht daardoor deelnemen aan de Copa Verde 2017. 

## Eerste fase

### Groep A
| Plaats | Clu                 | Wed. | W | G | V | Saldo | Ptn. |
| ------ | ------------------- | ---- | - | - | - | ----- | ---- |
| 1.     | Vitória             | 8    | 5 | 2 | 1 | 13:6  | 17   |
| 2.     | Atlético Itapemirim | 8    | 5 | 1 | 2 | 15:7  | 16   |
| 3.     | Desportiva          | 8    | 4 | 2 | 2 | 12:8  | 14   |
| 4.     | Serra               | 8    | 1 | 3 | 4 | 4:9   | 6    |
| 5.     | Vilavelhense        | 8    | 1 | 0 | 7 | 7:21  | 3    |

|  | Geplaatst voor tweede fase |

### Groep B
| Plaats | Clu              | Wed. | W | G | V | Saldo | Ptn. |
| ------ | ---------------- | ---- | - | - | - | ----- | ---- |
| 1.     | Espírito Santo   | 8    | 6 | 1 | 1 | 17:2  | 19   |
| 2.     | Rio Branco       | 8    | 5 | 2 | 1 | 18:4  | 17   |
| 3.     | Real Noroeste    | 8    | 4 | 2 | 2 | 12:9  | 14   |
| 4.     | Sport Linharense | 7    | 1 | 1 | 5 | 4:13  | 4    |
| 5.     | Linhares         | 7    | 0 | 0 | 7 | 3:26  | 0    |

|  | Geplaatst voor tweede fase |

## Tweede fase
In geval van gelijkspel gaat het team met het beste resultaat in de groepsfase door. 
|  | halve finale        | halve finale | halve finale | halve finale |  |                | finale | finale | finale | finale |
|  |                     |              |              |              |  |                |        |        |        |        |
|  |                     |              |              |              |  |                |        |        |        |        |
|  | Atlético Itapemirim | 1            | 1            | 2            |  |                |        |        |        |        |
|  | Espírito Santo      | 0            | 2            | 2            |  |                |        |        |        |        |
|  |                     |              |              |              |  | Espírito Santo | 1      | 0      | 1      |        |
|  |                     |              |              |              |  | Rio Branco     | 1      | 2      | 3      |        |
|  | Rio Branco          | 1            | 2            | 3            |  |                |        |        |        |        |
|  | Vitória             | 1            | 0            | 1            |  |                |        |        |        |        |

## Kampioen
| Copa Espírito Santo de Futebol de 2016 |
| Vitória                                |
| -------------------------------------- |
| Rio Branco Kampioen (1° titel)         |